# 阿赫羅諾米奇內 (文尼察區)
49°11′31″N 28°22′16″E / 49.19194°N 28.37111°E

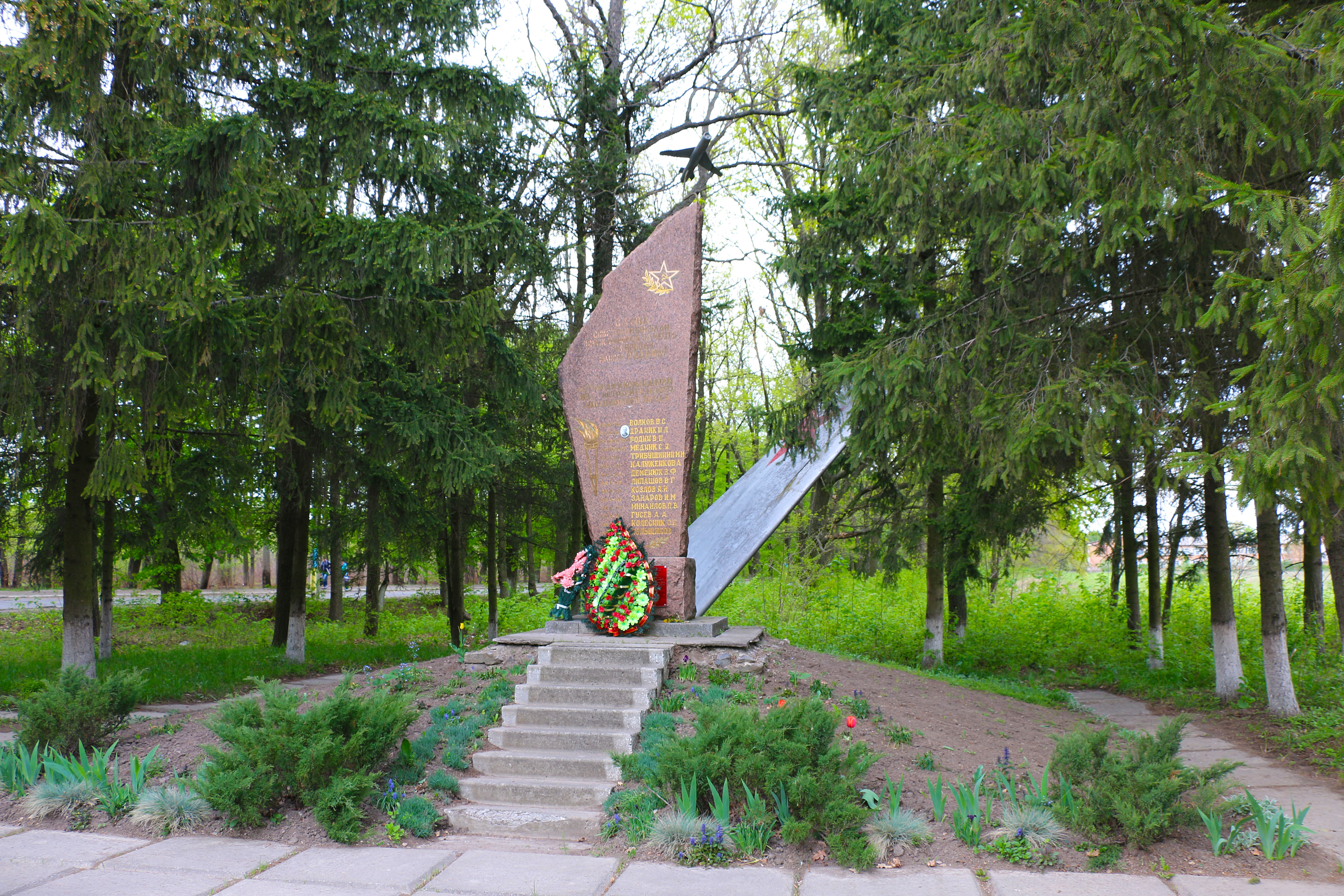
烈士纪念碑

阿赫羅諾米奇內（烏克蘭語：Агрономічне），是位於烏克蘭西南部的村莊，由文尼察州文尼察區的阿赫羅諾米奇內市鎮負責管轄，始建於1965年，面積1.51平方公里，海拔高度277米，2001年人口3,852。